# Xiaomi Mi 8 SE
Xiaomi Mi 8 SE — смартфон, розроблений компанією Xiaomi, що є спрощеною і зменшеною версією Xiaomi Mi 8. Xiaomi Mi 8 SE в порівнянні з Mi 8 отримав меншу діагональ дисплею, позбувся датчиків Face ID та модуля NFC. Був представлений 31 травня 2018 в Китаї разом з смартфоном Xiaomi Mi 8, Mi 8 Explorer Edition, фітнес-трекером Mi Band 3 та новою версією оболонки MIUI 10.

## Дизайн
Задня панель та екран виконані зі скла. Бокова частина виконана з алюмінію.
Xiaomi Mi 8 SE в порівнянні з Mi 8 має гостріші кути та пласку задню панель. На задній частині смартфона розміщена подвійна камера, яка розташована вертикально, як і в більшості смартфонів 2018 року. Також на задній панелі знаходиться сканер відбитку пальця.
Знизу знаходяться роз'єм USB-C, динамік та стилізований під динамік мікрофон. Зверху розташовані другий мікрофон та ІЧ-порт. З лівого боку смартфона знаходиться слот під 2 SIM-картки. З правого боку розміщені кнопки регулювання гучності та кнопка блокування смартфона.
В Китаї Xiaomi Mi 8 SE продавався в 4 кольорах: сірому, синьому, золотому та червоному.

## Технічні характеристики

### Платформа
Це перший смартфон, що отримав процесор Qualcomm Snapdragon 710 з графічним процесором Adreno 616.

### Батарея
Батарея отримала об'єм 3120 мА·год та підтримку швидкої зарядки Quick Charge 3.0 на 18 Вт.

### Камера
Смартфон отримав основну подвійну камеру 12 Мп, f/1.9 (ширококутний) + 5 Мп, f/2.4 (сенсор глибини) з автофокусом Dual Pixel та здатністю запису відео в роздільній здатності 4K@30fps. Фронтальна камера отримала роздільність 20 Мп, світлосилу f/2.0 та здатність запису відео у роздільній здатності 1080p@30fps.

### Екран
Екран Super AMOLED, 5.88", FullHD+ (2248 × 1080) зі співвідношенням сторін 18.7:9 та щільністю пікселів 423 ppi. Смартфон має мінімальні рамки по бокам, великий відступ знизу та виріз зверху.

### Пам'ять
Смартфон продавався в комплектаціях 4/64, 6/64 та 6/128 ГБ.

### Програмне забезпечення
Смартфон був випущений на MIUI 9, що базувалася на Android 8.1 Oreo. Був оновлений до MIUI 12.5 на базі Android 10.